# Akmal Zakaria
Akmal Zakaria, né le 25 septembre 1996, est un coureur cycliste malaisien. 

## Biographie
En 2017, Akmal Zakaria intègre la nouvelle équipe continentale malaisienne Sapura. Bon sprinteur, il sur une étape du Tour des Moluques.

## Palmarès et résultats

### Palmarès par année
- 2017
  - 2e étape du Tour des Moluques
- 2018
  - 4e étape du Tour de Siak
- 2019
  - 2e du championnat de Malaisie sur route
- 2020
  -  Champion de Malaisie sur route
  - 2e du championnat de Malaisie du contre-la-montre
- 2021
  - 3e du championnat de Malaisie du contre-la-montre

### Classements mondiaux
| Année                                 | 2017  | 2018  | 2019  | 2020  | 2021 | 2022 | 2023 | 2024  |
| ------------------------------------- | ----- | ----- | ----- | ----- | ---- | ---- | ---- | ----- |
| Classement mondial                    | 2222e | 1905e | 1360e | 1729e | nc   | nc   | nc   | 1445e |
| UCI Asia Tour                         | 394e  | 341e  | 92e   | 131e  | nc   | nc   | nc   | nc    |
|                                       |       |       |       |       |      |      |      |       |
| Légende : nc = non classéSource : UCI |       |       |       |       |      |      |      |       |